# Rhabdogaster
Rhabdogaster is een vliegengeslacht uit de familie van de roofvliegen (Asilidae).

## Soorten
- R. atropalpus Londt, 2006
- R. bicolor Londt, 2006
- R. cinerascens (Wulp, 1899)
- R. cornuta Londt, 2006
- R. cuthbertsoni Londt, 2006
- R. charma Londt, 2006
- R. eremia Londt, 2006
- R. etheira Londt, 2006
- R. flavidus (Lindner, 1973)
- R. glabra Londt, 2006
- R. gracilis (Engel & Cuthbertson, 1937)
- R. kalyptos Londt, 2006
- R. karoo Londt, 2006
- R. kosmos Londt, 2006
- R. lindneri Londt, 2006
- R. maculipennis Engel, 1929
- R. major Oldroyd, 1970
- R. melas Londt, 2006
- R. nitida Hull, 1967
- R. nuda Loew, 1858
- R. nyx Londt, 2006
- R. oldroydi (Lindner, 1973)

- R. oresbios Londt, 2006
- R. oribi Londt, 2006
- R. pedion Londt, 2006
- R. pellos Londt, 2006
- R. poa Londt, 2006
- R. pulverulentus (Loew, 1858)
- R. quasinuda Londt, 2006
- R. rustica Oldroyd, 1974
- R. sinis Londt, 2006
- R. tanylabis Londt, 2006
- R. theroni Londt, 2006
- R. xanthokelis Londt, 2006
- R. yeti Londt, 2006
- R. zebra Londt, 2006
- R. zilla Londt, 2006
- R. zopheros Londt, 2006